# Pont del Molí (Riells)
El Pont del Molí és un pont de camí rural del terme de Bigues i Riells, al Vallès Oriental, en territori del poble de Riells del Fai.
És al sud-oest del poble de Riells del Fai, al costat mateix del Molí de la Pineda. Permet que el camí que mena a aquest molí, a la Pineda i a la Font de la Pineda superi el torrent de Llòbrega.